# Chiburekki

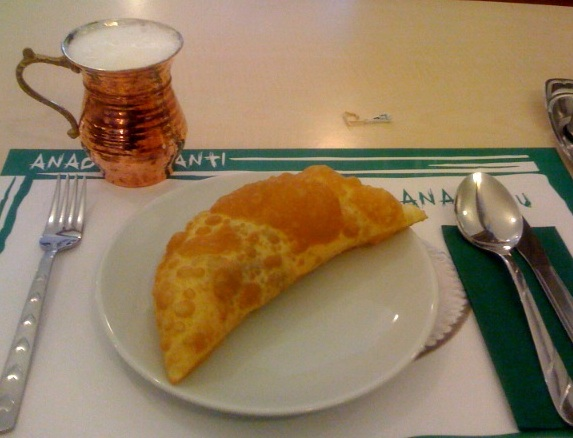
O Chiburekki em um prato ao lado da bebida tradicional Ayran.

Chiburekki ou chebureki são o equivalente a pasteis-de-massa-tenra (ou empanadas) do Tadjiquistão e países vizinhos, do Cáucaso ou da Roménia. Aparentemente, são uma iguaria original dos tártaros da Crimeia. 
Numa receita, ferve-se água, leite e óleo; junta-se farinha e mistura-se bem; juntam-se ovos e mais farinha, agora já fora do lume, e amassa-se até que fique uma massa mais ou menos seca. Deixa-se na geleira durante uma hora, mas amassa-se ao fim de meia-hora. Para o recheio, salteia-se cebola e cogumelos, tira-se do lume e junta-se carne moída (o original seria borrego), alhos e coentro fresco. Estende-se a massa, fazendo rodelas do tamanho dum prato, coloca-se recheio para encher metade e fecha-se o pastel, que se frita ou se assa no forno, até cozinhar a carne.  Noutras receitas, a massa não começa por ir ao lume 